# Catedral de Santa María Asunta (Ventimiglia)

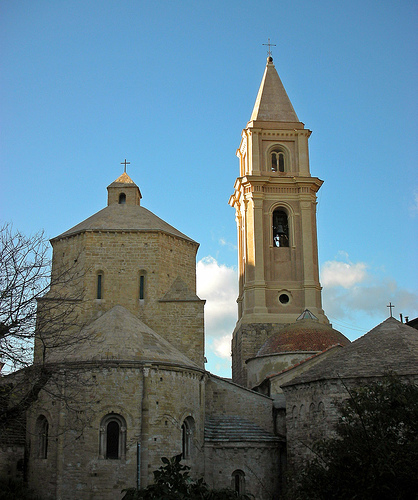
Ábside de la catedral de Ventimiglia.

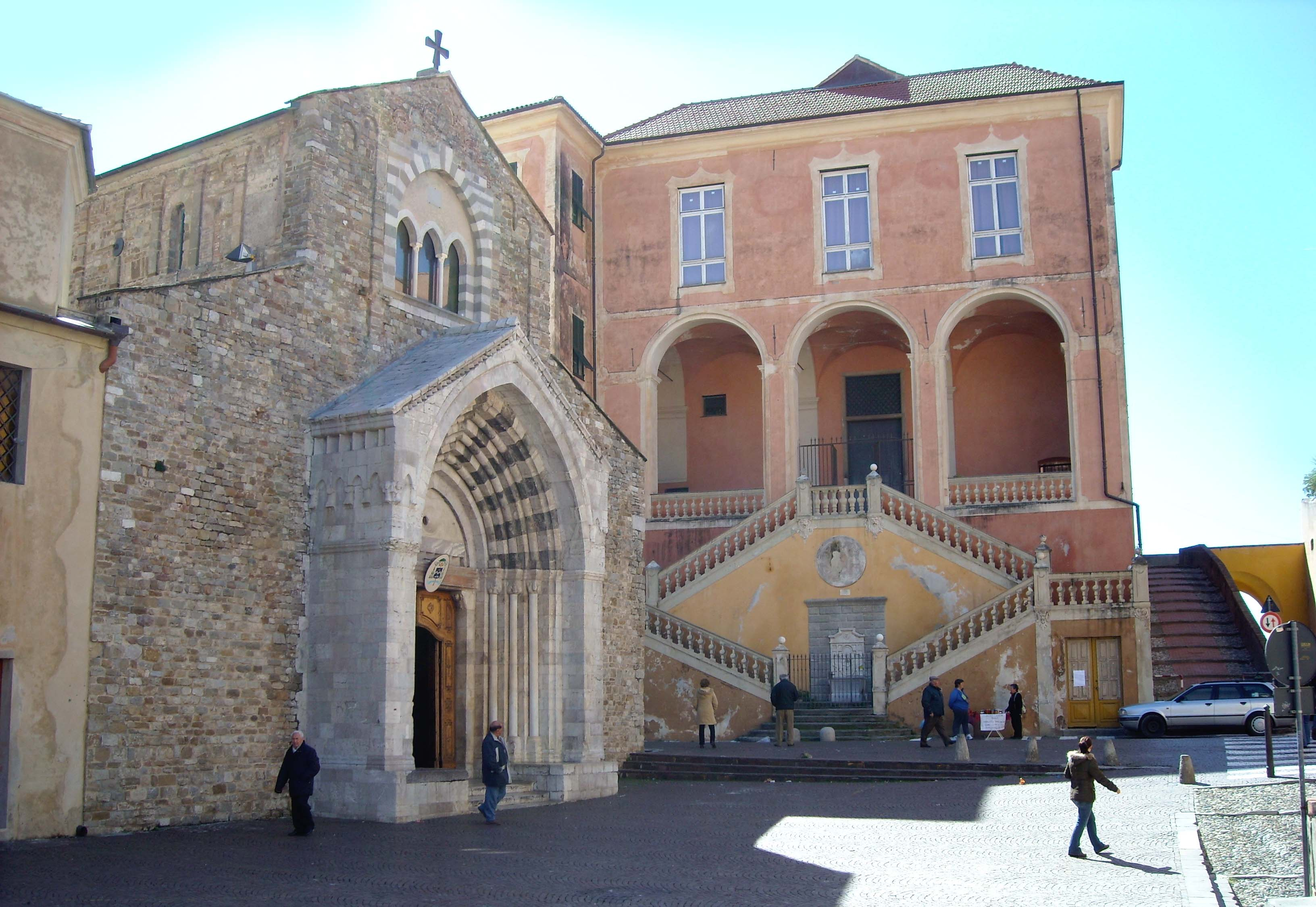
Portal de la catedral.

La catedral de Santa Maria Asunta está situada en la ciudad de Ventimiglia, Imperia en Italia. Pertenece a la diócesis de Ventimiglia-San Remo. Su construcción inició hacia el año 1100.

## Historia
Según algunas fuentes históricas la catedral fue erigida entre los siglos XI y XII sobre las ruinas de una precedente iglesia de la época carolingia. Esta última según afirman las tradiciones locales, fue construida en el lugar donde antiguamente se erigió un templo pagano dedicado a Juno; la inscripción en la que se atestigua esta tradición se conserva todavía hoy en el interior de la catedral.
Durante la Alta Edad Media, la iglesia tenía una sola nave y en torno al año 1100 fue reconstruida con tres. Del siglo XIII son el portal con arcos apuntados, las tres ábsides (una mayor y dos menores) y el presbiterio, con el tiburio de forma octagonal, mientras que el techo fue sustituido por arcos fajones sostenidos por semicolumnas y pilares de estilo románico.
Toda la estructura fue sometida en 1967 a una restauración y los trabajos se concluyeron en 1970 cuando se reanudó su uso litúrgico.
En el interior hay una pintura del siglo XIV que representa a la Virgen con el Niño de Barnaba da Modena. En la Capella de Giudici se conserva un óleo sobre tela: Asunción de la Virgen, obra de Giovanni Carlone (1620-1621).